# Lista de países da Oceania por PIB nominal
Esta é uma lista de países da Oceania classificados pelo Produto Interno Bruto nominal baseada em dados de 2020 pelo CIA World Factbook.

## PIB (em milhões de USD)
| #  | País                            | PIB (em trilhões de USD) 2020 |
| -- | ------------------------------- | ----------------------------- |
| 1  | Austrália                       | 1,334,688 trilhão             |
| 2  | Nova Zelândia                   | 203,127 bilhões               |
| 3  | Papua-Nova Guiné                | 23,185 bilhões                |
| 4  | Fiji                            | 5,524 bilhões                 |
| 5  | Ilhas Salomão                   | 1,378 bilhão                  |
| 6  | Vanuatu                         | 928 milhões                   |
| 7  | Samoa                           | 862 milhões                   |
| 8  | Tonga                           | 488 milhões                   |
| 9  | Estados Federados da Micronésia | 372 milhões                   |
| 10 | Palau                           | 284 milhões                   |
| 11 | Ilhas Marshall                  | 214 milhões                   |
| 12 | Kiribati                        | 189 milhões                   |
| 13 | Nauru                           | 112 milhões                   |
| 14 | Tuvalu                          | 42 milhões                    |